# Satake (Klan)

Familienwappen der Satake:
„Satake-Fächer“ (佐竹扇) mit Mondsymbol

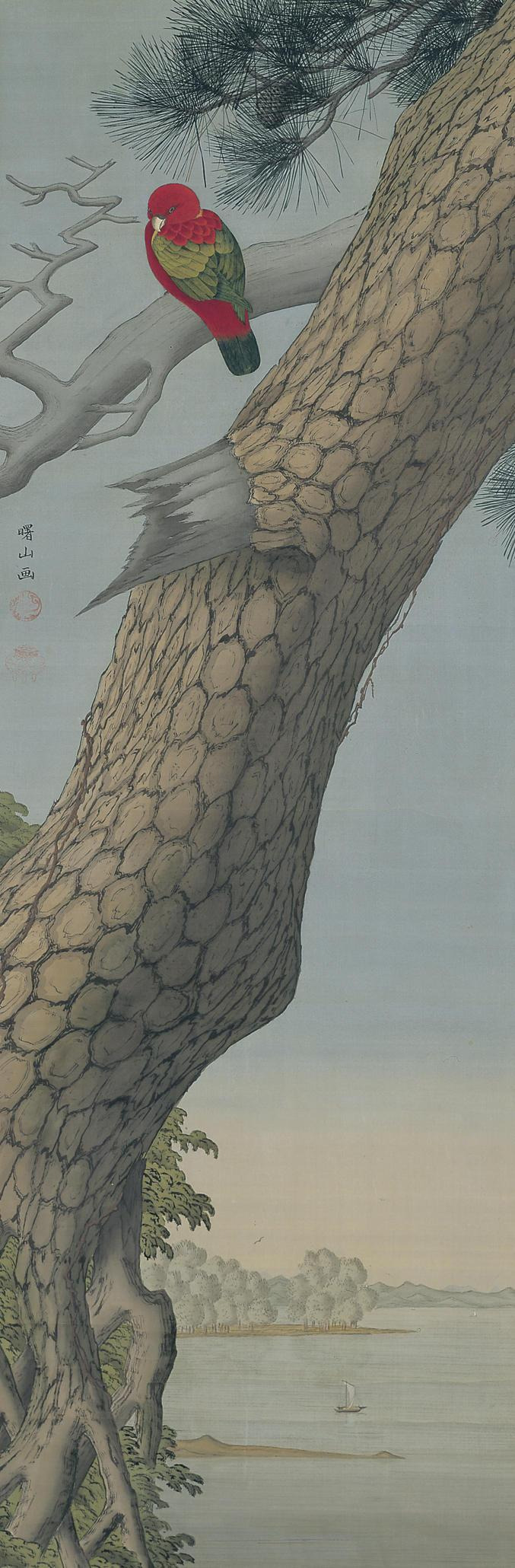
Satake Shozan

Die Satake (japanisch 佐竹氏, Satake-shi) waren eine Familie des japanischen Schwertadels (Buke), die sich von Minamoto no Yoshimitsu (源 義光), Bruder des Yoshiie, (Seiwa Genji) ableiteten. Mit einem Einkommen von 205.000 Koku gehörten die in Akita residierenden Satake zu den großen Tozama-Daimyō der Edo-Zeit.
Das kulturelle Erbe des Klans befindet sich heute in der Senshū Bunko in Chiyoda, Tokio.

## Bekannte Mitglieder der Familie
- Yoshinari (義業), Sohn des Yoshimitsu, war der erste, der den Namen „Satake“ trug.

　　–––
- Hideyoshi (秀業, 1151–1228) Urenkel des Yoshinari, erbte die Domäne Satake in der Provinz Hitachi. Als Minamoto Yoritomo Truppen gegen die Taira aufstellte, weigerte er sich, sich zu beteiligen. Er zog sich in seine Burg Kanasa zurück und überstand eine Belagerung und konnte so seinen Besitz verteidigen.
- Yoshinori (義仁, 1395–1462), Nachfahre des Hideyoshi, unterstützte den Kanryō (管領) von Kamakura Ashikaga Mochiuji 1416 gegen die Uesugi. Yoshinori soll nicht nur ein großer Krieger, sondern auch ein guter Maler und Schriftsteller gewesen sein.

　　–––
- Yoshiaki (義昭, 1531–1565) besiegte  eine Koalition von benachbarten Daimyō und vergrößerte sein Gebiet auf ihre Kosten.

　　–––
- Yoshishige (義重, 1547–1612) war ein erfolgreicher Feldherr und beherrschte die Provinzen Hitachi, Kazusa und Shimōsa. Er führte Krieg gegen Hōjō Ushinao und Date Masamune, eroberte Ōhira, Mito und Ōta und etablierte sich in Ōta und überließ Mito seinem Sohn Yoshinobu. Sein Sohn Tsunetaka wurde von dem Iwaki-Klan adoptiert.
- Yoshinobu (義宜, 1570–1633) erbte 1590 den gewaltigen Besitz seines Vaters. Im selben Jahr nahm er an dem Feldzug Toyotomi Hideyoshis gegen die Hōjō von Odawara teil und wurde als Herr der Provinz Hitachi bestätigt. In Mito residierend hatte er ein Einkommen von 800.000 Koku. Nach der Schlacht von Sekigahara wurde er nicht abgesetzt, jedoch nach Akita mit der Burg Kubota versetzt. Sein Einkommen wurde auf 205.000 Koku reduziert.

　　–––
- Yoshiatsu (義敦, 1748–1785), interessierte sich für Malerei und malte zunächst im Stil der Kanō-Schule. Von Hiraga Gennai angeregt, den er zur Lösung der Wasserprobleme in seinen Bergwerken gerufen hatte, wechselte er zur Malerei im „holländisch“-europäischen Stil, Ranga (蘭画) genannt. Von ihm sind eine Reihe von Stillleben und Landschaften unter seinem Künstlernamen Satake Shozan (佐竹曙山) überliefert.
- Yoshimasa (義敦, 1775–1815), folgte seinem Vater Yoshiatsu bereits mit elf Jahren, war vielseitig interessiert, richtete Schulen ein und förderte die Wirtschaft und widmete sich der Kalligraphie und Malerei. Zusammen mit Uesugi Harunori (Yonezawa), Tokugawa Harusada (Kii) und Hosokawa Shigekata (Kumamoto) gehörte er zu den „Vier berühmten Fürsten“ (四名君) seiner Zeit.[2]

　　–––
- Nach der Meiji-Restauration bis zur Abschaffung des Adels 1945 führte die Hauptlinie den Titel Fürst.

　　–––
- Norihisa (敬久, * 1947), gegenwärtiger Chef des Hauses, ist derzeit Gouverneur der Präfektur Akita.

### Zweiglinien
Laut:
- Yokote-jō (横手城), Zweigburg, im Boshin-Krieg zerstört.
- Ōdate-jō (大舘城), 20.000 Koku.
- Tsubakidai-jinya (椿台陣屋), 20.000 Koku.
- Iwasaki-jinya (岩崎陣屋), 20.000 Koku.